# Scott Atchison
Pour les articles homonymes, voir Atchison.
Scott Barham Atchison (né le 29 mars 1976 à Denton, Texas, États-Unis) est un ancien lanceur droitier de baseball qui joue dans la Ligue majeure de baseball de 2004 à 2007, puis de 2010 à 2015.
En 2016, il est engagé comme instructeur par les Indians de Cleveland.

## Carrière
Après des études secondaires à la McCullough High School de The Woodlands (Texas), Scott Atchison est repêché le 2 juin 1994 par les Mariners de Seattle au 36e tour de sélection. Il repousse l'offre et suit des études supérieures à la Texas Christian University où il porte les couleurs des TCU Horned Frogs de 1995 à 1998.  
Atchison rejoint les rangs professionnels après le repêchage amateur de 1998, au cours duquel il est sélectionné par les Mariners de Seattle au 49e tour. Il passe cinq saisons en Ligues mineures avant d'effectuer ses débuts en Ligue majeure le 31 juillet 2004. Joueur de complément (25 match en relève en 2004 puis 6 en 2005) en Majeures, il doit se contenter d'évoluer en Triple-A en 2006. 
Devenu agent libre à l'issue de la saison 2006, Atchison s'engage pour une saison chez les Giants de San Francisco le 13 novembre 2006. Plus souvent utilisé en Triple-A qu'en Ligue majeure en 2007 par les Giants, Atchison opte pour le championnat du Japon en signant chez les Hanshin Tigers via un crochet express par les Red Sox de Boston en décembre 2007. Il joue deux saisons en NPB (2008 et 2009) avec les Tigers, enregistrant notamment une moyenne de points mérités de 1,70 en 2009.
Malgré les sollicitations des Tigers pour qu'il prolonge son contrat, Atchison préfère tenter un retour en MLB. Il rejoint pour une saison les Red Sox de Boston le 7 décembre 2009. Il lance pour les Sox en 2010, 2011 et 2012.
Le 29 janvier 2013, il signe un contrat des ligues mineures avec les Mets de New York. Il lance 45 manches et un tiers en 50 sorties en relève pour les Mets en 2013 et maintient une moyenne de points mérités de 4,37 avec 3 victoires et 3 défaites.
Avant la saison 2014, il signe un contrat des ligues mineures avec les Indians de Cleveland. Il se trouve une place avec l'équipe et connaît une belle saison 2014 : moyenne de points mérités de 2,75 en 72 manches lancées, six victoires et deux sauvetages en 70 matchs joués.
Après avoir disputé ses deux dernières saisons à Cleveland, Atchison annonce à 39 ans sa retraite de joueur et rejoint en janvier 2016 le personnel d'instructeurs des Indians.

## Statistiques

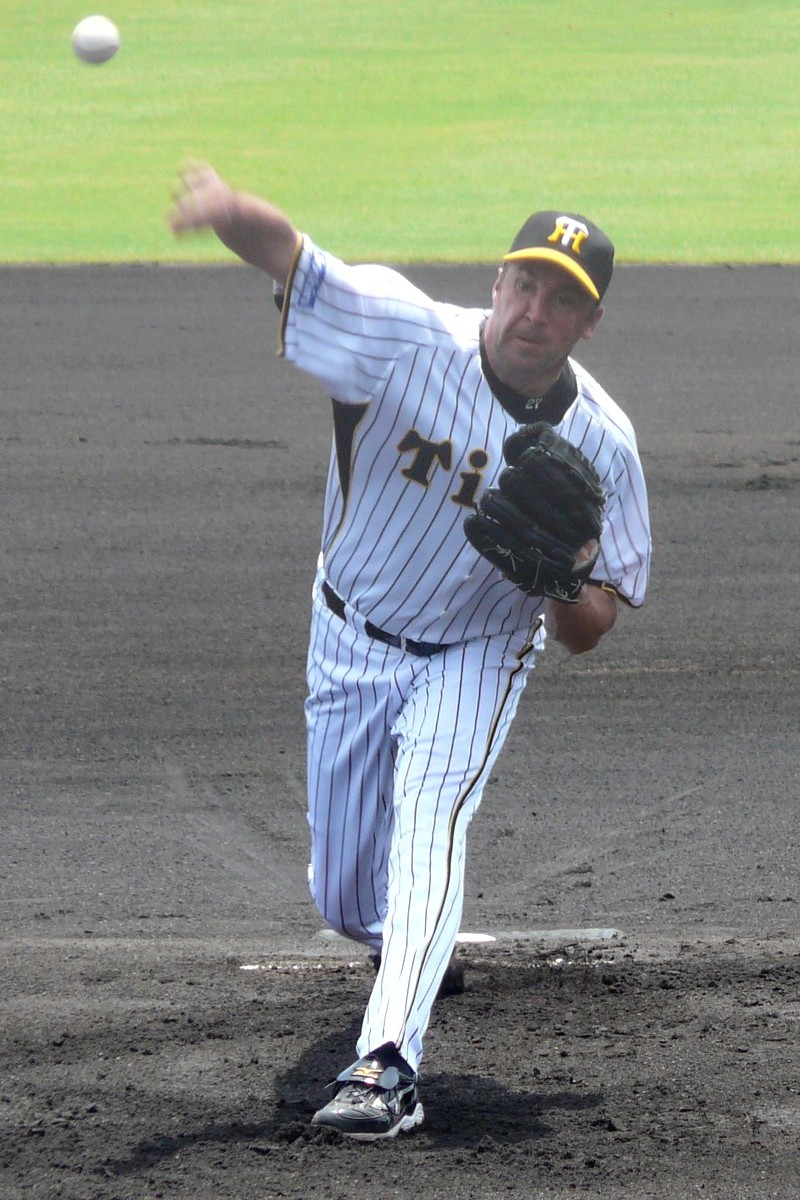
Atchison avec les Hanshin Tigers du Championnat du Japon de baseball.

### En Ligue majeure de baseball
| Saison | Équipe        | G  | GS | CG | SHO | V | D | SV | IP    | SO  | ERA  |
| ------ | ------------- | -- | -- | -- | --- | - | - | -- | ----- | --- | ---- |
| 2004   | Seattle       | 25 | 0  | 0  | 0   | 2 | 3 | 0  | 30.2  | 36  | 3,52 |
| 2005   | Seattle       | 6  | 0  | 0  | 0   | 0 | 0 | 0  | 6.2   | 9   | 6,75 |
| 2007   | San Francisco | 22 | 0  | 0  | 0   | 0 | 0 | 0  | 30.2  | 25  | 4,11 |
| 2010   | Boston        | 43 | 1  | 0  | 0   | 2 | 3 | 0  | 60.0  | 41  | 4,50 |
| Totaux | Totaux        | 96 | 1  | 0  | 0   | 4 | 6 | 0  | 128.0 | 111 | 4,29 |

### En Championnat du Japon
| Saison | Équipe  | G   | GS | CG | SHO | V  | D | SV | IP    | SO  | ERA  |
| ------ | ------- | --- | -- | -- | --- | -- | - | -- | ----- | --- | ---- |
| 2008   | Hanshin | 42  | 12 | 0  | 0   | 7  | 6 | 0  | 104.2 | 85  | 3,70 |
| 2009   | Hanshin | 75  | 0  | 0  | 0   | 5  | 3 | 0  | 90.0  | 81  | 1,70 |
| Totaux | Totaux  | 117 | 12 | 0  | 0   | 12 | 9 | 0  | 194.2 | 166 | 2,77 |

Note: G = Matches joués ; GS = Matches comme lanceur partant ; CG = Matches complets ; SHO = Blanchissages ; 
V = Victoires ; D = Défaites ; SV = Sauvetages ; IP = Manches lancées ; SO = retraits sur des prises ; ERA = Moyenne de points mérités.